# Marty Marsala
Marty Marsala (2 de abril de 1909 – 27 de abril de 1975) fue un trompetista estadounidense de jazz, conocido por su trabajo entre 1926 y 1946 en la big band liderada por su hermano Joe Marsala en Nueva York y Chicago. Durante la década de 1940, Marsala se convirtió en un célebre trompetista de jazz de la costa oeste, que iba y venía de Chicago a San Francisco con frecuencia. Marsala compartió escenarios con Earl Hines y Sidney Bechet.

## Biografía
Nacido en Chicago, Marty Marsala comenzó su carrera profesional tocando la batería en los clubes de jazz de su ciudad. Durante los años 20 se cambió a la trompeta y en 1936 se unió a la big band de su hermano Joe Marsala en Nueva York, en la que permaneció hasta 1914. En 1937 y 1938 también trabajó con Bob Howard y Tempo King.
Trabajó en la Orquesta de Will Hudson Orchestra y durante un tiempo dirigió a una banda local, tras lo cual se unió a la banda Chico Marx, tocando con ellos en 1942 y 1943. Durante la Segunda Guerra Mundial sirvió en el Ejército de Estados Unidos. Tras su regreso, alternó los escenarios de San Francisco, tocando junto a su hermano, con Miff Mole y Tony Parenti. Marsala se hizo especialmente popular en California durante ese periodo. En 1955 se mudó definitivamente a San Francisco donde formó su propia banda y grabó junto a Kid Ory y Earl Hines. En los años 60 su salud se deterioró y en 1965 se retiró definitivamente. Falleció en Chicago el 27 de abril de 1975.

## Discografía
- 1936 - Tempo King	(Timeless Records)
- 1955 - At Club Hangover"  (Storyville Records)
- 1999 - The Complete Kid Ory Verve Sessions (Verve Records)
- 1936–1942 - Joe Marsala: 1936-1942 (Classics Records)